# Ripotenziamento
Il ripotenziamento (in inglese repowering) è il processo utilizzato nell'ambito dell'ingegneria della produzione energetica che consiste nel modificare la fonte energetica di un sistema allo scopo di aumentarne l'efficienza e/o la potenza.

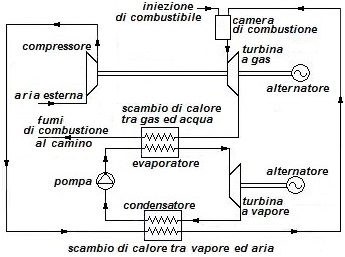
Schema d'esempio di un ciclo combinato

Il ripotenziamento può essere condotto in diverse maniere e a diversi livelli di profondità ma tendenzialmente modifica la fonte o il sistema primario di conversione dell'energia utilizzata dal sistema - ed in ciò si differenzia dal resto delle modifiche e miglioramenti apportabili ad un sistema.

## Ripotenziamento di un ciclo vapore alimentato a carbone
Un esempio classico è il ripotenziamento di una centrale a carbone che viene ripotenziata sostituendo alla caldaia a combustione di carbone un impianto turbogas alimentato a gas naturale i cui fumi d'uscita dalla turbina, ancora molto caldi (circa 300-500 °C) fungono da fonte di calore entrante per il ciclo a vapore: si ottiene dunque un ciclo combinato.
Questa operazione produce un aumento di efficienza, difatti un ciclo combinato è più efficiente dei due cicli gas e vapore considerati separatamente. Ciò avviene perché l'energia termica disponibile nei gas caldi solitamente rilasciati in atmosfera da un impianto turbogas indipendente in questo caso vengono sfruttati come fonte di calore per il ciclo vapore, in sostituzione alla combustione di carbone.
Il processo, a differenza della costruzione di un nuovo impianto o del suo rimodernamento ex-novo, richiede un investimento di capitale ridotto a fronte di un significativo guadagno, ove è tecnicamente possibile effettuare il ripotenziamento. Inoltre permette di riutilizzare gran parte dell'impianto, evitandone lo smantellamento ed i relativi costi ed impatti.

## Ripotenziamento di impianti eolici
Il ripotenziamento si può anche applicare sostituendo il sistema di conversione dell'energia primaria come è il caso di un generatore elettrico di un impianto eolico.
Sostituire il generatore di un aerogeneratore è vantaggioso dal punto di vista dell'efficienza e dell'energia prodotta nel tempo, visto che mantiene la struttura dell'aerogeneratore invariata ma migliora il sistema elettro-meccanico di conversione dell'energia eolica.